# Upplands runinskrifter 707
Upplands runinskrifter 707 är en vikingatida runsten av granit i Kungs-Husby kyrka, Kungs-Husby socken och Enköpings kommun. Stenen var försvunnen men återfanns 1965 i samband med att kyrkan omrappades. Runstenen är inmurad i vapenhusets östra vägg och är 1,60 gånger 0,6 m brett.
Ristningen är signerad av Balle.

## Fragmentet U 710
Ett runstensfragment, U 710, som tidigare förvarats i Lillkyrka kyrka och då var registrerat med RAÄ-nummer "Lillkyrka 9:1" är i själva verket en del av U 707 och har förts till Kungs-Husby kyrka. U 710 är 0,4 gånger 0,18 meter stort. Denna del av runstenen förvaras i vapenhuset.

## Inskriften på U 707
Translitterering av runraden:
· ysurkʀ --... · stan · þina · nt · ka(u)bm...(n) · faþur · sen · koþan · (h)...(n) · byki| |i · h(u)... ¶ · bali · risti · r(u)--r · þis-(r) · hier · man · stanta · stan · ne(r) (b)(r)-...-u ·
Normalisering till runsvenska:
Osyrgʀ ... stæin þenna at Kaupm[a]nn, faður sinn goðan. H[a]nn byggi i Hu[saby](?) Balli risti ru[na]ʀ þess[a]ʀ. Hiær mun standa stæinn næʀ br[aut]u.
Översättning till nusvenska:
... (lät resa) denna sten efter .. . sin gode fader. Här skall stenen stå .. . Balle ristade dessa runor.

## Inskriften på U 710
Translitterering av runraden:
... n •byki • h -...
Normalisering till runsvenska:
... (han)n byggi Hu(sby?) ...
Översättning till nusvenska:
... hann bodde i Husby (?) ...